# Wylder

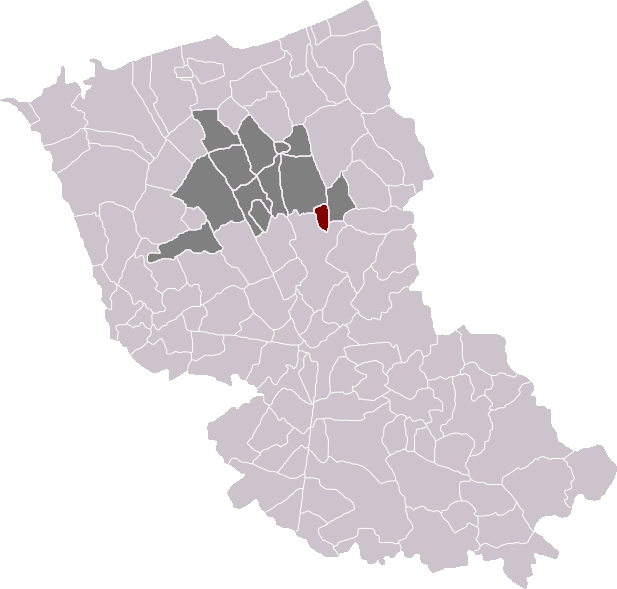
Localització de Wylder

Wylder (en neerlandès Wilder) és un municipi francès, situat a la regió dels Alts de França, al departament del Nord, que forma part de la Westhoek. L'any 2006 tenia 311 habitants. Limita amb Quaëdypre, West-Cappel i Wormhout.

## Demografia
| 1962                                       | 1968 | 1975 | 1982 | 1990 | 1999 |
| ------------------------------------------ | ---- | ---- | ---- | ---- | ---- |
| 184                                        | 197  | 210  | 206  | 213  | 214  |
| Des de 1962: població sense dobles comptes |      |      |      |      |      |

## Administració
| Període   | Identitat          | Partit |
| --------- | ------------------ | ------ |
| 2001-2008 | Nicole Marchyllie  |        |
| 2008-     | Catherine Clicteur |        |